# Chaseella pseudohydra
Chaseella pseudohydra – gatunek roślin z monotypowego rodzaju Chaseella z rodziny storczykowatych (Orchidaceae). Rośliny z tego gatunku występują w Afryce, w Zambii oraz Kenii.
Gatunek ten włączony jest do rodzaju bulbofylum Bulbophyllum od 2016 roku.

## Morfologia
Niewielkie epifityczne rośliny. Małe pseudobulwy na szczycie, których wyrasta od 6 do 12 liści. Liście bardzo cienkie i długie. Kwiaty niewielkie i rozpostarte. Kwiaty posiadają dwie pyłkowiny.

## Systematyka
Gatunek sklasyfikowany do rodzaju Chaseella, do podplemienia Dendrobiinae w plemieniu Dendrobieae, podrodzina epidendronowe (Epidendroideae), rodzina storczykowate (Orchidaceae), rząd szparagowce (Asparagales) w obrębie roślin jednoliściennych.